# ATP Challenger West Worthing
Der ATP Challenger West Worthing (offiziell: West Worthing Challenger) war ein Tennisturnier, das 1981 einmal in West Worthing, einem Teil von Worthing in West Sussex, stattfand. Es gehörte zur ATP Challenger Tour und wurde im Freien auf Sand gespielt.

## Liste der Sieger

### Einzel
| Jahr | Sieger      | Finalgegner    | Ergebnis      |
| ---- | ----------- | -------------- | ------------- |
| 1981 | John Feaver | Jonathan Smith | 4:6, 7:5, 6:3 |

### Doppel
| Jahr | Sieger                      | Finalgegner                        | Ergebnis |
| ---- | --------------------------- | ---------------------------------- | -------- |
| 1981 | Chris Johnstone Chris Lewis | Rory Chappell Schalk van der Merwe | 6:2, 6:3 |